# Кроньялето
Кроньялето (итал. Crognaleto) — коммуна в Италии, расположена в регионе Абруццо, подчиняется административному центру Терамо.
Население составляет 1548 человек, плотность населения составляет 13 чел./км². Занимает площадь 123 км². Почтовый индекс — 64043. Телефонный код — 0861.